# Gimai Seikatsu
Gimai Seikatsu (義妹生活?  lit. Viviendo con mi hermanastra) es un proyecto japonés de medios mixtos creado por Ghost Mikawa. Comenzó con un canal de YouTube creado en abril de 2020, con su primer video subido el 1 de mayo de 2020.
Una serie de novelas ligeras está escrita por Ghost Mikawa e ilustrada por Hiten. La serie comenzó a ser publicada por Media Factory bajo su sello MF Bunko J el 25 de enero de 2021, y hasta el momento se han publicado seis volúmenes.
Una adaptación a manga con ilustraciones de Yumika Kanade comenzó a serializarse en línea en Shōnen Ace Plus de Kadokawa Shōten el 16 de julio de 2021, y se ha recopilado en un volumen tankōbon hasta el momento.
Una adaptación a serie de televisión de anime producida por Studio Deen se estrenó el 4 de julio de 2024.

## Argumento
Después del nuevo matrimonio de su padre, Yūta Asamura se encuentra con una nueva hermanastra, Saki Ayase, que resulta ser la belleza número uno de su grado, y vive con ella. Habiendo aprendido los valores importantes sobre las relaciones hombre-mujer, vistos a través de sus padres, y para no causar discordia en la familia, Yūta y Saki prometen mantener una distancia razonable entre sí, no estar demasiado cerca ni demasiado opuestos. Saki, que anhela el afecto de su familia y trabajó en soledad por su bien, no sabe cómo depender de los demás, mientras que Yūta está desconcertado sobre cómo conectarse adecuadamente con Saki como su hermano mayor. Sintiéndose algo similares, los dos gradualmente se sienten cómodos viviendo juntos.

## Personajes
Yūta Asamura (浅村 悠太 Asamura Yūta?)
 Seiyū: Kōhei Amasaki
El protagonista de la serie. Es el hermanastro de Saki Ayase y estudiante de segundo año de secundaria. Suele ser directo y hablar sin rodeos, intentando adaptarse a su nueva vida junto a su hermanastra y madrastra, procurando una buena relación sobre todo con la primera a la que suele apoyar. Trabaja a medio tiempo en una librería debido a su afición por la lectura. Como nunca ha tenido novia, suele pasar por alto las indirectas femeninas.
Saki Ayase (綾瀬 沙季 Ayase Saki?)
Seiyū: Yuki Nakashima
La protagonista femenina de la serie. Es la hermanastra de Yūta Asamura y estudiante de segundo año de secundaria. Anhela ser una mujer independiente para no vivir las penurias por las que ha pasado su madre. Al principio escéptica, comienza a convivir armónicamente con su hermanastro, encargándose principalmente de las tareas hogareñas, en especial la cocina. El recibir el constante apoyo de Yūta ha ido modificando sus sentimientos hacia él, llegando a inscribirse en la misma librería en la que él trabaja al comenzar a sentir celos de la cercanía de Shiori.
Tomokazu Maru (丸友 和 Maru Tomokazu?)
 Seiyū: Daiki Hamano
Compañero de clase de Yūta y su único amigo en la escuela. Es miembro del equipo de béisbol y otaku. Suele molestarlo debido a su poco interés en la vida romántica.
Maaya Narasaka (奈良坂 真綾 Narasaka Maaya?)
 Seiyū: Ayu Suzuki
Compañera de clase de Saki. Siempre es alegre y entrometida. Se involucró cada vez más con Saki porque no podía soportar verla aislada y luego se convirtió en su amiga. A menudo se les ve juntas en la escuela, también se hace amiga de Yūta al visitar la casa de ellos frecuentemente, y sospechando de la cercanía de ambos.
Shiori Yomiuri (読売 栞 Yomiuri Shiori?)
 Seiyū: Minori Suzuki
Una estudiante universitaria de último año  que trabaja a tiempo parcial como ayudante en la misma librería donde trabaja Yūta. Suele aconsejarlo en diversos temas, principalmente en como él puede ayudar a su hermanastra y convivir mejor con ella, ocultando los verdaderos sentimientos que tiene por él, despertando las sospechas de Saki.
Taichi Asamura (浅村太一 Asamura Taichi?)
 Seiyū: Kōhei Amasaki
El padre biológico de Yūta y padrastro de Saki. Después de divorciarse de su exesposa por varias razones, se volvió a casar con Akiko Ayase. Tiene una buena relación con Yūta y Saki.
Akiko Ayase (綾瀬亜季子 Ayase Akiko?)
 Seiyū: Eriko Hara
La madre biológica de Saki y madrastra de Yūta. Después de divorciarse de su exesposo, trabajó incansablemente y crio sola a Saki hasta que se volvió a casar con Taichi Asamura.

## Contenido de la obra

### Canal de YouTube
Mientras escribía varias obras, el autor Ghost Mikawa se enteró de la existencia de un lector que tenía la solicitud de «profundizar en la vida cotidiana de los personajes». Estaba interesado en ver qué sucedería si intentara escribir un trabajo inusual y decidió escribir una historia que describiera la relación entre hermanastros.
Con respecto a la producción de los videos, Mikawa es el autor original de la historia de Gimai Seikatsu, pero el guion de la historia está a cargo de varios escritores. Según Mikawa, el estilo de escritura de cada escritor se muestra en cada guion, por lo que a menudo se toma tal como es.
Todos los videos en el canal de YouTube están subtitulados en inglés, Chino, Español y Vietnamita.

### Novelas ligeras
La serie de novelas ligeras está escrita por Ghost Mikawa y presenta ilustraciones de Hiten. Lo publica Media Factory bajo su sello MF Bunko J. El primer volumen se lanzó el 25 de enero de 2021, y hasta el momento se han publicado seis volúmenes hasta el momento.
| Volúmenes de novelas ligeras publicadas | Volúmenes de novelas ligeras publicadas | Volúmenes de novelas ligeras publicadas |
| Número                                  | Fecha de lanzamiento                    | ISBN                                    |
| --------------------------------------- | --------------------------------------- | --------------------------------------- |
| 1                                       | 25 de enero de 2021                     | ISBN 9784040647265                      |
| 2                                       | 25 de marzo de 2021                     | ISBN 9784046803269                      |
| 3                                       | 21 de julio de 2021                     | ISBN 9784046806079                      |
| 4                                       | 24 de diciembre de 2021                 | ISBN 9784046810014                      |
| 5                                       | 25 de abril de 2022                     | ISBN 9784046813619                      |
| 6                                       | 25 de agosto de 2022                    | ISBN 9784046816566                      |
| 7                                       | 23 de diciembre de 2022                 | ISBN 9784046820334                      |
| 8                                       | 25 de abril de 2023                     | ISBN 9784046824042                      |
| 9                                       | 25 de agosto de 2023                    | ISBN 9784046827647                      |
| 10                                      | 25 de enero de 2024                     | ISBN 9784046832337                      |

### Manga
Una adaptación a manga con arte de Yumika Kanade comenzó su serialización en el servicio web en línea Shōnen Ace Plus de Kadokawa Shōten el 16 de julio de 2021. Kadokawa Shōten recopila sus capítulos individuales en volúmenes tankōbon. El primer volumen se publicó el 26 de abril de 2022.
| Volúmenes de manga publicados | Volúmenes de manga publicados | Volúmenes de manga publicados |
| Número                        | Fecha de lanzamiento          | ISBN                          |
| ----------------------------- | ----------------------------- | ----------------------------- |
| 1                             | 26 de abril de 2022           | ISBN 9784041122846            |
| 2                             | 26 de diciembre de 2022       | ISBN 9784041131718            |
| 3                             | 26 de septiembre de 2023      | ISBN 9784041139141            |

### Anime
El 24 de julio de 2022, durante el evento «Natsu no Gakuensai 2022» de MF Bunko J, se anunció una adaptación de la serie al anime. La serie está producida por Studio Deen y dirigida por Takehiro Ueno, con guiones escritos por Mitsutaka Hirota, diseños de personajes a cargo de Manabu Nii y música compuesta por Citoca.
La serie se estrenó el 4 de julio de 2024.
El tema de apertura es «Tenshi-tachi no Uta» (天使たちの歌?), interpretado por fhána, mientras que el tema de cierre es «Suisō no Blanco» (水槽のブランコ?), interpretado por Kitri. Crunchyroll transmitió la serie mundialmente fuera de Asia Oriental.